# Hama Arba Diallo
Hama Arba Diallo (Uagadugú, Alto Volta, 23 de marzo de 1939-30 de septiembre de 2014), líder político y diplomático de Burkina Faso. Excandidato presidencial a las elecciones de 2010. Educado en leyes y economía en la Universidad de Uagadugú.

## Carrera diplomática
Nombrado Director de la Oficina de Naciones Unidas para la región Sudanosaheliana (1979-1983) y al retornar al Alto Volta (hoy Burkina Faso) fue designado Ministro de Relaciones Exteriores, durante la administración de Thoma Isidore Sankara (1983-1984).
Embajador en China, India y Japón (1988-1989). Volvió a Naciones Unidas como representante Especial del Secretario General para la Conferencia sobre Medio Ambiente y Desarrollo (1990-1992) y como Secretario Ejecutivo de la Convención de Naciones Unidas para la Lucha contra la Deseriticación (1996).

## Carrera política
En las elecciones parlamentarias de 2007 fue candidato del Partido por la Democracia y el Socialismo, logrando un escaño en la Asamblea Nacional, representando a la provincia de Senó.
En las elecciones presidenciales de Burkina Faso de 2010 participó como candidato a la presidencia, logrando una alianza con el Partido por la Independencia Africana, la Fuerza Social Frontal, la Unión para la Democracia y el Progreso Social y la Unión de Fuerzas Progresistas, logrando un 139.114 votos, correspondientes al 8,21%, quedando en segundo lugar tras el rotundo triunfo de Blaise Compaoré (80,15%).
Al momento de su muerte conservaba su escaño parlamentario, siendo uno de los 3 diputados que su partido mantenía en la Asamblea Nacional de Burkina Faso y ocupaba además la quinta vicepresidencia del directorio de la cámara.

## Historia electoral
- Elección presidencial de Burkina Faso (2010), para el período 2011-2016[3]

| Candidato                   | Partido | Votos     | %      | Resultado  |
| --------------------------- | ------- | --------- | ------ | ---------- |
| Blaise Compaoré             | CDP     | 1 357 955 | 80,15% | Presidente |
| Hama Arba Diallo            | PDS     | 139 114   | 8,21%  |            |
| Bénéwendé Stanislas Sankara | UNIR-MS | 107 331   | 6,34%  |            |
| Boukary Kaboré              | UPS-MP  | 39 188    | 2,31%  |            |
| Maxime Kaboré               | PIB     | 25 085    | 1,48%  |            |
| Pargui Emile Paré           | MPS     | 14 560    | 0,86%  |            |
| François Kaboré             | PDP-PS  | 10 964    | 0,65%  |            |